# Bernardo Bartolomeo
Bernardo Bartolomeo Moreira  (Belo Horizonte, 2 de junho de 1981), mais conhecido como Bartô, é um economista e político brasileiro filiado ao Partido Liberal. Atualmente é deputado estadual de Minas Gerais. Foi eleito para seu primeiro mandato como deputado estadual de Minas Gerais nas eleições de 2018. Obteve votação total de 31 991 votos.

## Biografia e carreira
Natural de Belo Horizonte, possui graduação em Direito/FUMEC e Economia/Ibmec sendo pós-graduado em: Mercado de Capitais e Derivativos/PUC; Parceria em Desenvolvimento de Acionista/Fundação Dom Cabral; Controladoria e Finanças/UFMG. Foi um dos fundadores do diretório mineiro do NOVO.  
No contexto da pandemia de COVID-19, o deputado foi indicado para compor a Frente Parlamentar de Vacinação em Minas Gerais. Como membro dessa comissão, recebeu, em 9 de abril de 2021, da reitora da Universidade Federal de Minas Gerais, a professora Sandra Goulart Almeida, um projeto visando a destinação de mais recursos à universidade, com o objetivo da pesquisa e produção de uma nova vacina contra a COVID-19. Também em abril, um auxilio adicional às famílias mais carentes de Minas Gerais, similar e complementar ao auxílio emergencial federal, foi aprovado por unanimidade pela Assembleia Legislativa. Bartô foi o único que, no entanto, se posicionou contrário ao aumento no valor do auxílio.
Em dezembro de 2020, protocolou um projeto de lei que tornava a educação atividade essencial, com o objetivo, segundo o próprio deputado, de garantir que "as escolas voltem a ter atividades presenciais no Estado".

## Controvérsias
Em setembro de 2019, Bartô foi acusado de assédio moral por Marcela Trópia, assessora do deputado Guilherme da Cunha, também do NOVO. O caso foi levado à comissão de ética do partido e a expulsão do deputado chegou a ser levantada.
Em entrevista ao Estado de Minas em novembro de 2020, Bartô deu a entender que 30% dos eleitores vendem seus votos, sem, no entanto, apresentar provas da afirmação. "É muito triste ver que um povo vende 30% de seu voto, e que 40% se abstêm, acha que a mudança parte da gente. A mudança sempre parte do povo.”
Bartô criticou Otto Levy, secretário Planejamento e Gestão do governo de Romeu Zema, também do partido NOVO. Levy havia prometido ao legislativo a comercialização de créditos da Companhia de Desenvolvimento Econômico de Minas Gerais (Codemig) pela exploração de nióbio em Araxá, o que não chegou a ocorrer. "Vir aqui e mentir na ‘cara dura’ não pode ser aceitável no governo Zema ou em qualquer outro" declarou o deputado em tribuna.
  

Em 1º de maio de 2021, domingo, durante uma manifestação favorável ao presidente Jair Bolsonaro, a polícia militar de Minas Gerais prendeu um analista de sistemas suspeito de ter jogado ovos contra os manifestantes de cima de um prédio. O deputado Bartô, que participava da manifestação, acompanhou a prisão junto aos policiais, negando no entanto ter invadido o apartamento do suspeito. O partido do deputado acabou repreendendo-o pela atitude, abrindo um processo na Comissão de Ética Partidária buscando "punir adequadamente este ato deplorável". Em resposta, o deputado disse que sua versão não foi buscada, o que não o surpreendia "já que o Novo, cada vez mais, se aproxima da esquerda e persegue quem é da direita". O colunista Ricardo Kertzman, escrevendo no Estado de Minas, publicou matéria dizendo: "Ou o Novo expulsa Bartô do partido ou pode mudar o nome para Arena". Após esse acontecimento, o partido expulsou o deputado pelo ato, que estava filiado desde 2015.